# Прокопий (Лазаридис)
Митрополит Прокопий (греч. Μητροπολίτης Προκόπιος или Прокопий Иконийский греч. Προκόπιος Ικονίου; 1859, Тиана, Османская империя — 20 апреля 1923, Кесария, Турция) — епископ Константинопольской православной церкви; митрополит Иконийский, ипертим и экзарх всей Ликаонии (1911—1923).
В 1992 году прославлен в лике мучеников и указом Священного Синода Константинопольской православной церкви № 2556/5-7 от 1993 года память установлена в воскресенье, предшествующее Крестовоздвижению, в соборе новомучеников Малоазийской катастрофы.

## Биография
Родился в 1859 году в Тиане. В 1889 году окончил Халкинскую богословскую школу и служил диаконом в Никейской и Никомидийской митрополиях
В 1894 году был рукоположен в сан титулярного епископа Амфипольского и служил в качестве викарного епископа Константинопольского патриарха. В 1898 году в качестве экзарха патриарха исполнял поручения по умиротворению ситуации в монастырях Анастасии Узорешительницы и Икосифиниссис.
5 мая 1899 года был избран митрополитом Дуресским в Албании, а 10 октября 1906 года — митрополитом Филадельфийским.
16 июня 1911 года был избран митрополитом Иконийским, где проводил активную деятельность, открывая школы, храмы, проводя просветительную работу среди молодёжи, увлёкшейся идеями создания Турецкой православной церкви. За кампанию в отношении лидера сепаратистов священника Евфимия Карахисаридиса, был отстранён от управления Иконийской митрополией и скончался в затворе 20 апреля 1923 года вероятно от отравления.